# Ястржембский, Людвиг Корвин
Ян Людвиг Корвин Ястржембский (также Корвин-Ястржембский или просто Ястржембский, пол. Jan Ludwik Korwin Jastrzębski; 6 августа 1804 — 20 декабря 1852, Рим) — польский историк-палеограф.

## Биография
Родился на Волыни. Учился в Кременецком лицее, затем в Виленском университете. После поражения Польского восстания 1830—1831 гг. бежал во Францию.
Несколько лет жил и работал в Труа, где, в частности, приобрёл архив Франца Ксавера Саксонского и осуществил его научную обработку, передав готовые 23 тома рукописей Польской библиотеке в Париже. В 1837 г. получил возможность обосноваться в Париже, где на следующий год поступил в Национальную школу хартий, которую в 1841 г. окончил. В 1838 г. дебютировал как исторический публицист в польской эмигрантской печати. В 1840 г. был среди претендентов на место преподавателя славянских языков в Коллеж де Франс, доставшееся в конечном итоге Адаму Мицкевичу, который в дальнейшем предлагал Ястржембского на место своего заместителя. Занимался изучением старинных рукописей во французских архивах, сотрудничая, в частности, с Полем Батайяром при подготовке последним монографии о расселении чехов в Европе.
С 1845 г. жил и работал в Риме, изучая в римских архивах польские и связанные с Польшей документы, первоначально при поддержке Адама Потоцкого. В 1848—1849 гг. участвовал в Венгерской революции в составе Польского легиона Юзефа Высоцкого, получил чин поручика. После поражения восстания вместе с другими польскими воинами бежал в Турцию, где был интернирован в Шумене и принимал участие в выпуске рукописного журнала Dziennik Emigracji (1850), при выпуске номеров 3-6 был секретарём редакции. Вернувшись в Рим, строил планы создания в Италии польского литературно-исторического общества по образцу Литературного общества в Париже, однако этот проект не осуществился. Сильно стеснённый в средствах на жизнь и исследования, в порыве отчаяния покончил с собой. Архив Ястржембского, включавший, в частности, копии 479 документов XVII—XVIII веков из архивов Ватикана, был передан Каролю Сенкевичу.

## Научная работа
Ястржембский, прежде всего, известен тем, что первый критически оценил Реймсское евангелие, на котором присягали французские короли во время коронации в Реймсе, и доказал, что оно написано по-славянски, а именно первая часть — кириллицей, вторая — глаголицей. Он также доказывал, что эта книга — автограф святого Прокопа, епископа чешского, оконченный приблизительно в 1030 году. Отчёт об этом Ястржембский поместил в «Journal général de l'éducation publique» за 1839 год. Тому же вопросу посвящена «Notice sur le manuscrit de la Bibliothèque de Rheims, connu sous le nom du Texte de Sacre» (1845). Другой труд Ястржембского, «Польские визитки, или История основания первого монастыря Посещения Девы Марии в Варшаве» (пол. Polskie Wizytki czyli Historia fundacji pierwszego klasztoru zakonnic Nawiedzenia Panny Marii w Warszawie; Рим, 1849) посвящён возникновению варшавского монастыря визиток.